# Zero Zero
Zero Zero è un film d'animazione italiano del 2008, scritto e diretto da Marco Pavone.

## Trama
Yuri è un ragazzo molto pauroso ed insicuro. Il suo atteggiamento è visto dai maestri di scuola come una mancanza di impegno. Lui non si fida di nessuno, tranne che di Cappellaccio, un pupazzo di pezza parlante che lo aiuterà nei momenti di difficoltà. Dopo una giornata trascorsa a casa della nonna tra i litigi, gli attacchi isterici del papà balbuziente, i richiami della mamma e del maestro, torna a casa in macchina con i suoi genitori. Un incidente interrompe il viaggio e Yuri si ritroverà ad essere l'unico sano e salvo. Per salvare i suoi genitori egli dovrà affrontare il peggiore dei suoi incubi, il fantasma del bosco, che secondo le leggende del villaggio si aggira di notte nella foresta e punisce chiunque la attraversi. Rassicurato dal coraggioso Cappellaccio, Yuri corre in cerca d'aiuto, ma non sa che cosa lo aspetta.